# Питтлер, Андреас П.
Андреас П. Питтлер (родился 21 ноября 1964 года в Вене) — австрийский писатель и автор научно-популярной литературы.

## Биография
Питтлер изучал историю, немецкий язык и политические науки в Венском университете и обратился журналистике в раннем возрасте. Кроме того, он опубликовал несколько научно-популярных книг с 1985 года, среди которых выделяются биографии Бруно Крейски, Сэмюэля Беккета и комедийной группы Монти Пайтон. Он также писал об истории Мальты, Кипра и Чехии. Питтлер также сделал себе имя как критик, особенно в рамках еженедельной колонки в Wiener Zeitung. Вместе с Хеленой Вердел он также написал сатирическую историю Австрии и опубликовал путеводитель по оздоровительным курортам Европы.
С 1990 года Питтлер все больше и больше обращался к художественной литературе и публиковался во многих литературных журналах и антологиях. Его первый роман был опубликован в 2000 году, за ним последовали ещё 18.
Работы Питтлера переведены на многие языки, включая английский, французский, каталонский, словенский и сербохорватский. Он является членом нескольких литературных ассоциаций, таких как ПЕН-клуб и Синдикат.
С 2009 года Питтлер и Стефан Слупецки заботились о литературном уголке воскресного радиошоу Trost und Rat von Willi Resetarits. С 2010 года он также преподает в Дунайского университета в Кремс-ан-дер-Донау. В 2010 и 2011 годах Питтлер был членом жюри Премии имени Лео Перуца города Вены. Питтлер женат и живёт в Вене.
В феврале 2012 года его роман «Тиннеф» был номинирован на премию Фридриха Глаузера. В 2013 году его романы начали переводить на другие языки. Например, американский издатель планирует выпустить на английском языке полное издание серии «Бронштейн», первый том которой был опубликован в 2013 году. «Zores» также доступен на сербско-хорватском языке с 2014 года. В январе 2015 года Питтлер был номинирован на литературную премию «Гомер» в разделе рассказов и получил был удостоен бронзовой премии «Гомер». В 2016 году его роман «До свидания» был номинирован на премию Лео Перуца города Вены.
С 2014 года работы Питтлера также регулярно попадают в австрийские списки бестселлеров. «Charascho» поднялся на 3-е место (Новости, 6 февраля 2014 г.), «Wiener Bagage» даже на 2-е место («Курьер», 21 декабря 2014 г.). «Goodbye» также заняли 2-е место (Die Presse, 7 февраля 2015 г.), «Das Totenschiff» (TV-Media, 15 июля 2016 г.) и «Wiener Kreuzweg» (Kurier, 26 февраля 2017 г.) поднялись на третье место, после чего «Венское воскрешение» поднялось на первую строчку австрийского списка бестселлеров в апреле 2018 г. (Die Presse, 21 апреля 2018 г.).

## Литературные произведения
Автор
- Rowan Atkinson. Paradiis, Tallinn 2020. ISBN 9789949741236 (estnische Übersetzung von «Rowan Atkinson»)
- Případ podivné sebevraždy. Hejkal, Havlickuv Brod 2020. ISBN 978-80-88396017 (tschechische Übersetzung von «Tinnef»)
- Schatten aus Stein. Ueberreuter, Wien 2020. ISBN 978-3-8000-8002-1
- Wiener Himmelfahrt. echomedia, Wien 2019. ISBN 978-3-903113-44-2
- Bronstein. Gmeiner, Meßkirch 2019. ISBN 978-3-8392-2436-6
- Monty Python. Reclam, Ditzingen 2019, ISBN 978-3-15-020526-6
- Geschichte Österreichs. Papyrossa, Köln 2018, ISBN 978-3-89438-679-5
- Wiener Auferstehung. echomedia, Wien 2018. ISBN 978-3-903113-22-0
- Die Spur der Ikonen. Gmeiner, Meßkirch 2017. ISBN 978-3-8392-2040-5
- Wiener Kreuzweg. echomedia, Wien 2017. ISBN 978-3-903113-12-1
- Das Totenschiff. Mandelbaum, Wien 2016, ISBN 978-3-85476-494-6
- Tod im Hamam. Wieser, Klagenfurt 2016, ISBN 978-3-99029-179-5
- Der göttliche Plan. Gmeiner, Meßkirch 2016, ISBN 978-3-8392-1821-1
- Goodbye. echomedia, Wien 2015, ISBN 978-3-902900-74-6
- Wiener Bagage. Gmeiner, Meßkirch 2014, ISBN 978-3-8392-1625-5
- Charascho. echomedia, Wien 2014, ISBN 978-3-902900-52-4
- Inspektor Bronstajn i slucaj ubijenog naciste. Laguna, Belgrad 2014, ISBN 978-86-521-1445-0 (serbische Übersetzung von «Zores»)
- Inspector Bronstein and the Anschluss. Ariadne Press, Riverside (CA) 2013, ISBN 978-1-57241-188-3 (englische Übersetzung von «Zores»)
- Der Fluch der Sirte. echomedia, Wien 2013, ISBN 978-3-902900-20-3
- Zores. echomedia, Wien 2012, ISBN 978-3-902672-82-7
- Karl Seitz. Gerold, Wien 2011, ISBN 978-3-9502631-9-0
- Cajetan Felder. Gerold, Wien 2011, ISBN 978-3-9502631-8-3
- Theodor Körner. Gerold, Wien 2011, ISBN 978-3-9502631-7-6
- Jakob Reumann. Gerold, Wien 2011, ISBN 978-3-9502631-6-9
- Mischpoche. Gmeiner, Meßkirch 2011, ISBN 978-3-8392-1188-5
- Tinnef. echomedia, Wien 2011, ISBN 978-3-902672-35-3
- Das Bruno Kreisky Album. EWH, Wien 2010, ISBN 978-3-9502845-9-1
- Der große Traum von Freiheit, zus. mit Helena Verdel. Promedia, Wien 2010, ISBN 978-3-85371-319-8
- Chuzpe. echomedia, Wien 2010, ISBN 978-3-902672-22-3
- Ezzes. echomedia, Wien 2009, ISBN 978-3-902672-08-7
- Tacheles. echomedia, Wien 2008, ISBN 978-3-901761-87-4
- Das Dokument. Wieser, Klagenfurt 2006, ISBN 3-85129-621-4.
- Samuel Beckett. Dt. Taschenbuch-Verlag, München 2006, ISBN 978-3-423-31082-6.
- So weit, so gut!. Wieser, Klagenfurt 2004, ISBN 3-85129-474-2.
- Tschechien, Slowakei. Wieser, Klagenfurt c 2004, ISBN 3-85129-417-3.
- Zypern. Wieser, Klagenfurt 2003, ISBN 3-85129-419-X.
- Serbische Bohnen. Wieser, Klagenfurt 2003, ISBN 3-85129-411-4.
- Von der Donaumonarchie zum vereinten Europa. Wieser, Klagenfurt 2003, ISBN 3-85129-409-2.
- Die Bürgermeister Wiens. Ueberreuter, Wien 2003, ISBN 3-8000-3873-0.
- Tod im Schnee. Wieser, Klagenfurt; Wien; Ljuljana; Sarajevo c 2002, ISBN 3-85129-378-9.
- Der Sommer der großen Erwartungen. Resistenz, Linz 2001. ISBN 978-3-85285-060-3
- Der Sündenbock. Wieser, Klagenfurt; Wien; Ljubljana; Sarajevo c 2000, ISBN 3-85129-347-9.
- Alfred Gusenbauer. Molden, Wien 2000, ISBN 3-85485-049-2.
- Schottland, als Hrsg. Wieser, Klagenfurt 2000, ISBN 3-85129-326-6.
- Von Ötzi bis Big Bruno, zus. mit Helena Verdel. Ueberreuter, Wien 1999, ISBN 3-8000-3722-X.
- Dublin, als Hrsg. Wieser, Klagenfurt 1998, ISBN 3-85129-261-8.
- Rowan Atkinson, «Mr. Bean». Heyne, München 1998, ISBN 3-453-14058-3.
- Monty Python. Heyne, München 1997, ISBN 3-453-12422-7.
- Bruno Kreisky. Rowohlt, Reinbek bei Hamburg 1996, ISBN 3-499-50583-5.
- Eines Abends vor Troja. Frieling, Berlin 1994, ISBN 3-89009-573-9.

Редактор
- Kurbäder. Wieser, Klagenfurt 2003, ISBN 3-85129-393-2
- Weiter Osten. Wieser, Klagenfurt 2002, ISBN 3-85129-400-9.
- Zwischen Feder und Fahne. Picus, Wien 1993, ISBN 3-85452-249-5.
- Prosa-Land Österreich. Wieser, Klagenfurt; Salzburg c 1992, ISBN 3-85129-067-4.
- Spurensuche. ÖBV, Wien 1990, ISBN 3-215-07447-8.

## Аудиокниги
- Der Fluch der Sirte. Sprecher: Andreas Pittler, Mono Verlag, Wien 2013. ISBN 978-3-902727-43-5

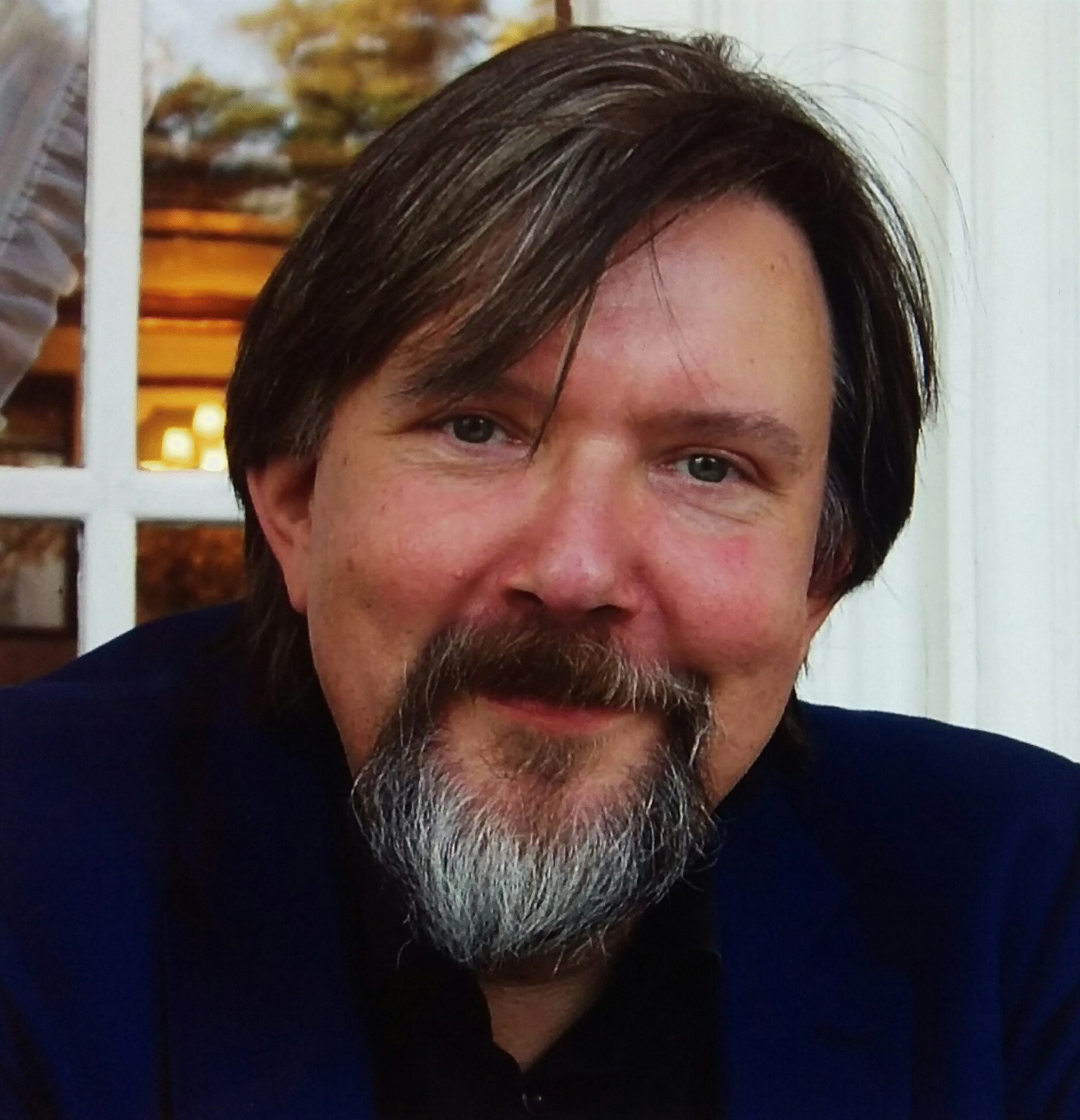

## Литературные произведения об Андреасе
- Melanie van der Hoorn: Silence, Exil and Cunning. Über Andreas Pittler. Wien 1998
- Marieke Krajenbrink: Investigating the State that nobody wanted — Austria´s First Republic in Andreas Pittler´s Bronstein Series. Belfast 2011
- Vincent Kling: Crime and Community — Some Context for Bronstein. In: Inspector Bronstein and the Anschluss. Riverside (CA) 2013, pp. 183—202
- Katharina Hall: Historical Crime Fiction in German. In: Katharina Hall (Ed.): Crime Fiction in German. University Press. Cardiff 2016, pp. 115—126

## Награды
- 2004 Silbernes Ehrenzeichen für Verdienste um die Republik Österreich
- 2015 Bronzener Homer Отелло в избранное в категории «исторический рассказ»
- 2016 Присвоено профессиональное звание «Профессор»